# Rhynchomitra mexicana
Rhynchomitra mexicana är en insektsart som beskrevs av Ronald Gordon Fennah 1944. Rhynchomitra mexicana ingår i släktet Rhynchomitra och familjen Dictyopharidae. Inga underarter finns listade i Catalogue of Life.